# Caudina
Caudina is een geslacht van zeekomkommers, en het typegeslacht van de familie Caudinidae.

## Soorten
- Caudina arenata (Gould, 1841)
- Caudina atacta Pawson & Liao, 1992
- Caudina intermedia Liao & Pawson, 1993
- Caudina similis (Augustin, 1908)
- Caudina zhejiangensis Pawson & Liao, 1992